# Maxchernes birabeni
Espèce
Maxchernes birabeni est une espèce de pseudoscorpions de la famille des Chernetidae.

## Distribution
Cette espèce est endémique de la province de Jujuy en Argentine. Elle se rencontre vers Fraile Pintado.

## Étymologie
Cette espèce est nommée en l'honneur de Max Birabén.

## Publication originale
- Feio, 1960 : Consideraciones sobre Chernetinae con la descripcion de Maxchernes birabeni genero y especies neuvos (Arachnida, Pseudoscorpiones). Neotropica, vol. 5, p. 71-82.